# Jürg Grünenfelder (Mediziner)
Jürg Grünenfelder (* 1967 in Chur) ist ein Schweizer Herzchirurg. Er ist Co-Direktor der Heart Clinic in Zürich.

## Werdegang
Grünenfelder studierte von 1986 bis 1992 Medizin in Zürich und absolvierte 1993 das Amerikanische Staatsexamen ECFMG. Daraufhin nahm er die Ausbildung in Allgemeiner Chirurgie (1993) und von 1994 bis 1995 in Herz- und Gefässchirurgie in Zürich auf. Von 1995 bis 1997 war er in Boston, Massachusetts, zuerst im Children’s Hospital und später im Massachusetts General Hospital tätig. Von 1997 bis 1999 kehrte Grünenfelder nach Zürich zurück um sich unter Felix Largiadèr und Marko Turina weiter in Allgemeiner Chirurgie und Herz- und Gefässchirurgie ausbilden zu lassen. Als Research Fellow ging er von 1999 bis 2000 an das Stanford University Medical Center in Stanford, Kalifornien. 2001 bis 2002 war Grünenfelder in der Klinik für Herz- und Gefässchirurgie des Universitätsspitals Zürich, wo er von 2002 bis 2008 als Oberarzt tätig war. Seine Habilitation an der Universität Zürich erhielt Grünenfelder 2004. Im selben Jahr erhielt er den FMH Herz- und thorakale Gefässchirurgie. Ab 2008 bis 2013 war Grünenfelder Leitender Arzt der Klinik für Herz- und Gefässchirurgie des Universitätsspitals Zürich, wobei er ab 2011 zum Titularprofessor für Herz- und thorakale Gefässchirurgie ernannt wurde. Seit 2013 ist Grünenfelder an der Herzklinik Hirslanden in Zürich.

## Spezialgebiet
Kerngebiete von Grünenfelder sind die Herz- und thorakale Gefässchirurgie, sowie die minimalinvasive und roboter-assistierte Herzchirurgie. 

## Wissenschaftliche Leistung
Grünenfelder war massgeblich an der Erforschung minimalinvasiver Herzchirurgie sowie an der präoperativen Planung dieser Eingriffe beteiligt. Ebenfalls führte den minimalinvasiven chirurgischen Aortenklappenersatz ohne Öffnung des Brustbeins in der Schweiz ein. So war Grünenfelder an der ersten katheterbasierten Aortenklappenimplantation im Mai 2008 beteiligt. Darüber hinaus ist er Autor und Co-Autor von über 100 Veröffentlichungen die auf PubMed gelistet sind.

## Veröffentlichungen
- Jurg Grunenfelder et al.: Transapical Valve Technology For Aortic Stenosis, In: Jacques Kpodonu and Raoul Bonan (Hrsg.): Endovascular and Hybrid Therapies for Structural Heart and Aortic Disease, Wiley-Blackwell, 2013, S. 170–186